# Miló de Narbona
Miló fou comte de Narbona, documentat el 782.
A la meitat del segle VIII apareix un comte de nom Gilbert però el 752 quan les ciutats de Nimes, Magalona, Besiers i Agde es van sotmetre als francs sota la direcció d'Ansemond, el comte de Narbona era Miló. El 752 la ciutat de Narbona fou assetjada per Pipí el Breu però no la va poder conquerir i va haver d'aixecar el setge deixant un contingent per mantenir el bloqueig que no fou gaire efectiu. El comte de Nimes Ansemond va morir en les operacions de bloqueig (754). Es creu que durant aquest temps (752-754) el comte got es va refugiar a Trencianum (avui Trausse) on va encunyar moneda. El 756 el setge es creu que es va reprendre, però l'eficàcia fou molt limitada. Entre 756 i 759 els francs van negociar amb els gots de la ciutat, que eren els que defensaven la ciutat amb plena cooperació amb els musulmans. El rei els va prometre mantenir la comunitat goda en l'ús de les seves lleis i costums si entregaven la ciutat el que finalment van fer el 759, després del darrer llarg setge de tres anys (tercer setge d'Arbuna). Els gots van prendre el poder a l'interior de la ciutat, van matar a la reduïda guarnició sarraïna, i van obrir les portes als francs. El cap dels gots devia ser el comte Miló, que per això fou mantingut al càrrec, ja que apareix posteriorment.
El 3 de juny del 782 es va fer un placitum o assemblea a Narbona presidida per quatre missi dominici enviats a la Septimània, assistits per dos vassalls immediats i sis altres jutges i d'uns 15 personatges notables de la terra, amb noms romans i gots. Es va sotmetre a l'assemblea un conflicte entre l'arquebisbe Daniel i el comte Miló, que havia estat sotmès a Carlemany com a rei i aquest havia reenviat a l'assemblea. Daniel (que havia succeït en l'arquebisbat a Aribert i fou antecessor de Nebridi de Narbona) ocupava la seu de Narbona almenys des del 769 i havia iniciat feia algun temps el pelegrinatge a Jerusalem deixant abans de sortir, la seva església a cura d'un procurador o advocat de nom Arluí. Miló el comte va aprofitar la seva llarga absència per envair algunes terres de l'església i les va reclamar al rei Carles I (Carlemany) com a vacants i aquest els va concedir en benefici. Arluí encarregat de defensar els drets de l'església de Narbona que justament tenien els ingressos principals en les terres usurpades, va queixar-se al rei, i per delegació d'aquest a l'assemblea que va citar al comte a comparèixer. Miló i va acudir a defensar la seva causa i els jutges li van demanar exhibir els títols de propietat dels béns disputats o testimonis equivalents, responent que actuava de bona fe i que no tenia altres títols que els de la donació reial; Arluí va afirmar que Miló havia usurpat les terres i es va oferir (arramivit) a provar que les terres eren de l'església, el que li fou concedit; pocs dies després va aportar dotze testimonis irreprotxables que van jurar a l'església de Santa Maria de Narbona que les terres havien estat abans de l'església de la vila i que Daniel, l'arquebisbe, n'havia estat posseïdor pacífic; després d'això l'assemblea va donar la raó a Erluí i Miló va renunciar de bon grat a les seves pretensions i va restituir els béns usurpats. Les terres i pobles objecte del litigi apareixen esmentats al document i superaven els 50 pertanyent tant a l'església metropolitana de Sant Just i Sant Pastor com a les esglésies de Sant Pau i Sant Esteve de Narbona 
No se sap fins quan va ser comte. El 791 apareix un comes Magnari (Magnarius). Miló és considerat fundador de l'abadia de Caunes.